# Kore (měsíc)
Kore (IPA: [kɔri] nebo [kɔəri], řecky Κόρη koré, dívka), nebo též Jupiter XLIX, je nepravidelný přirozený satelit, tedy měsíc Jupiteru. Byl objeven v roce 2003 skupinou astronomů z Havajské univerzity vedených Scottem S. Sheppardem a dostal prozatímní označení S/2003 J 14, které mu zůstalo až do dubna 2007, kdy byl pojmenován.
Kore má v průměru asi ~2 km, jeho průměrná vzdálenost od Jupitera činí 23,239 Mm, oběhne jej každých 723,7 dnů, s inklinací 141° k ekliptice (139° k Jupiterovu rovníku) a excentricitou 0,2462. Kore patří do rodiny Pasiphae, skupiny nepravidelných retrográdních satelitů obíhajících kolem Jupiteru ve vzdálenosti od 22,8 do 24,1 Gm s inklinací mezi 144,5° a 158,3°.